# Statshusmandsbrug
Statshusmandsbrug i Danmark var mindre landbrug, der fra 1899 blev oprettet med forskellige former for statslig støtte (i modsætning til de ældre husmandsbrug, som fandtes allerede i landsbyfællesskabets tid, eller var blevet oprettet efter landboreformerne). Man skelner normalt mellem husmandsbrug oprettet efter love fra 1899 og dem, der blev oprettet efter love fra 1919, de såkaldte jordrentebrug.
1899-husmandsbrug kaldes de ejendomme, der blev oprettede ved ydelsen af statslån i henhold til lov af 24. marts 1899, senere fornyet 22. april 1904, 30. april 1909, 13. juni 1914 og 22. juni 1917, jævnfør lov af 14. april 1920. Statslånene udgjorde 9/10 af ejendommens låneværdi, det vil sige købesummen for jorden med tillæg af udgifterne til opførelse af de fornødne bygninger og til anskaffelsen af den fornødne besætning og inventar.
1919-husmandsbrug var sådanne ejendomme, som staten oprettede på sin egen jord, hvortil de enkelte husmænd fik såkaldt brugseje og dermed rådighed over jorden mod at betale en årlig jordrente til staten. Disse brug var tillige kendetegnede ved, at de i vid udstrækning blev oprettet på enten tidligere majoratsjord, præstegårdsjord, domænejord (jord tilhørende staten) eller jord, som staten forhandlede sig til.
I alt blev der oprettet 28.113 statshusmandsbrug svarende til en stigning i bedriftsantallet på ca. 15 %, hvoraf omkring en tiendedel blev etableret som lensafløsningshuse. Karakteristisk for statshusmandsbrugene er, at de ofte kom til at ligge i klynger som samlede udstykninger af større arealer, og at selve brugene ofte blev opført i en karakteristisk byggestil udviklet af Bedre Byggeskik. Oprettelsen af statshusmandsbrug nåede et højdepunkt i 1920'erne og aftog stærkt i 1940'erne, men formelt eksisterede ordningen helt frem til 1971, da statshusmandsloven den 28. april blev afløst af en lov om udlån til jordbrugsmæssige formål.

## 1899-husmandsbrug

### Baggrund
I anden halvdel af 1800-tallet skete en voldsom stigning i antallet af huse med jord på landet, 73.234 brug, svarende til en fremgang på ca. 53 %. Denne udvikling skyldes i høj grad frasalg af jordlodder fra større landbrugsejendomme. Disse huse med jord kunne imidlertid ikke fungere som landbrugsbedrifter, da deres jordtilliggende var for lille til at brødføde en familie. Dette betød, at husmændene måtte arbejde ved større landbrug for at skaffe sig supplerende indkomst til familiens opretholdelse. Heri lå en socialt problem og en ulmende utilfredshed blandt husmændene. Under indtryk af Pariserkommunen og den fremvoksende socialisme under Louis Pio, der også bredte sig til danske landdistrikter, blev spørgsmålet om husmændenes stilling blev taget op politisk. I rigsdagssamlingen 1871-72 foreslog nogle repræsentanter for venstre, at størstedelen af præstegårdenes jorder skulle udstykkes til husmandsbrug. Forslaget blev imidlertid afvist af Kultusministeren (som kirkevæsenet hørte under), og forslaget vandt heller ikke genklang ved genfremsættelse i de følgende år. Imidlertid tog regeringen i 1874 skridt til at nedsætte en kommission til at undersøge arbejdernes vilkår. I kommissionens betænkning fra 1878 blev foreslået, at husmænd gennem midler fra lånekasser skulle blive i stand til at dyrke deres jordlodder bedre for ikke at konkurrere med jordløse husmænd om daglejerarbejdet. Dette forslag førte til oprettelse af to husmandskreditforeninger i 1880, den ene for øerne, den anden for Jylland. Disse var en hjælp for de bedst stillede husmænd men ikke for økonomisk dårligt stillede unge, som ikke var i stand til at klare de økonomiske forpligtelser.
I oktober 1890 foreslog folketingsmedlemmerne Frede Bojsen og Rasmus Claussen, at en lov om afståelse af jord til fattighuse og boliger for husvilde skulle udvides til også at omfatte havelodder til jordløse husmænd. Især skulle præstegårdene afgive jord, idet deres jordtilliggende dog ikke måtte bringes under to tønder hartkorn. Forslaget fik debatten til at genopblusse, men der gik endnu tre år, inden der skete noget. I 1894 nedsattes en landbokommission på 22 medlemmer for at forberede en revision af lovgivningen om landboejendommes udstykning og sammenlægning samt foreslå hvorledes, der "på gunstige vilkår kan tilvejebringes jordlodder for landarbejdere." I december 1894 foreslog Dansk Landarbejder Samfund kommissionen, at stat eller kommune skulle eje de nye huslodder og brugerne betale en årlig afgift af jordværdien. Kommissionen kunne imidlertid ikke komme til enighed, da den i juli 1896 afgav sin betænkning, men i december fremsatte departementschef Knud Sehested et lovforslag i Folketinget. Lovforslagets vedtagelse blev forsinket af uenighed om, hvor stor en del af købesummen landarbejderen selv skulle yde: Landstinget mente 2/10 af brugets værdi, Folketinget mente 1/10, og lovforslaget nåede ikke frem til vedtagelse. Først, da landbrugsminister Alfred Hage i oktober 1898 atter fremsatte lovforslaget i Folketinget, nåede det efter yderligere forhandlinger frem til endelig vedtagelse den 24. marts 1899.

### Lovens vilkår
"Lov af 24/3 om Tilvejebringelse af Jordlodder til Landarbejdere" fastsatte, at en ansøger skulle have indfødsret, være mellem 25 og 50 år, være ustraffet og ikke have modtaget fattighjælp, som ikke var tilbagebetalt eller eftergivet, have arbejdet ved landbrug i mindst 5 år, kunne fremlægge vidnesbyrd om hæderlighed samt have en formue på mindst 400 kroner. Jordlodderne skulle være mellem 3½ og 5 tønder land, og bruget med jord, bygninger, besætning og redskaber højst koste 4.000 kroner. Ansøgning skulle indgives via sognerådet til amtskommissionen, der bestod af 3 medlemmer, formanden udpeget af Landbrugsministeren og to medlemmer valgt af amtsrådet.
Til landbrugsarbejde regnedes havebrugsarbejde eller for andre mod vederlag, hvad enten den pågældende havde stået i fast tjenesteforhold eller havde sit erhverv som daglejer, eller som var eller havde været bruger af en mindre ejendom, endvidere til landarbejdere, som i de foregående 5 år havde ernæret sig som sådanne, uanset om vedkommende tidligere havde været ejer eller bruger af en landejendom, samt til de med landarbejderne i økonomisk henseende ligestillede landhåndværkere, teglværksarbejdere, byarbejdere, søfolk, fiskere, som ikke havde fået direkte fiskerilån af statslånefondens midler, og lignende. Endvidere kunne der tilstås ejerne af de i henhold til forannævnte love oprettede husmandsbrug tillægslån til stedfunden erhvervelse af jord til husmandsbrugets udvidelse, til stedfunden opdyrkning af hidtil uopdyrket jord, når opdyrkningen var foregået efter den oprindelige vurderings afholdelse, eller til sådan gennemgribende jordforbedring, fx dræning, hvorved ejendommens værdi påviselig var forøget, samt til udvidelse af stald- og ladebygning, som måtte anses for nødvendig efter ejendommens udvidelse eller forbedrede kulturtilstand.
Til ydelsen af de ommeldte hovedlån og tillægslån kunne der årlig anvendes et beløb af indtil 5 mio. kroner. Endelig kunne der i henhold til de nævnte love årlig anvendes et beløb af indtil 500.000 kroner til erhvervelse af leje- og fæstehuse som husmandsbrug.
Samtlige lån blev forrentet med en lav rente, omkring 4 % årlig, og afdraget på meget lempelige vilkår. Ved salg af et husmandsbrug til en køber, der opfyldte betingelserne for selv at kunne få lån, kunne det tillades, at han overtog gælden til statskassen. De ommeldte husmandsbrug skulle opretholdes som almindelige jordbrug og til enhver tid holdes forsynede med den dertil fornødne besætning og udstyr, lige som bygningerne skulle holdes i forsvarlig stand. Husmandsbrugene måtte ikke udstykkes, sammenlægges med anden jord eller magelægges med anden jord uden landbrugsministerens samtykke, hvilket kun kunne meddeles, når andragendet herom var anbefalet af vedkommende sogneråd. De ommeldte forpligtelser vedblev at hvile på husmandsbruget, selv om de i ejendommen i sin tid ydede statslån måtte være blevne indfriede.

### Indtil 1920
I henhold til de nævnte love var der i tiden indtil 31. marts 1920 i alt blevet oprettet 9.264 husmandsbrug, deraf i Jylland (undtaget Sønderjylland, som jo siden 1864 havde været en del af Tyskland) 5.818 og på øerne 3.446. Indtil samme tidspunkt udgjorde statskassens udlån ca. 50 millioner kroner. Som tillægslån var der til samme tidspunkt udbetalt et beløb på ca. 8 millioner kroner.
| Finansår→ Amtsrådskreds | 1900/ 1901 | 1901/ 1902 | 1902/ 1903 | 1903/ 1904 | 1904/ 1905 | 1905/ 1906 | 1906/ 1907 | 1907/ 1908 | 1908/ 1909 | 1909/ 1910 | 1910/ 1911 | 1911/ 1912 | 1912/ 1913 | 1913/ 1914 | 1914/ 1915 | 1915/ 1916 | 1916/ 1917 | 1917/ 1918 | 1918/ 1919 | 1919/ 1920 | I alt |
| ----------------------- | ---------- | ---------- | ---------- | ---------- | ---------- | ---------- | ---------- | ---------- | ---------- | ---------- | ---------- | ---------- | ---------- | ---------- | ---------- | ---------- | ---------- | ---------- | ---------- | ---------- | ----- |
| København               | -          | 1          | -          | -          | 2          | 3          | 4          | 4          | 3          | 3          | 4          | 9          | 2          | 3          | 5          | 2          | 2          | -          | 2          | 2          | 51    |
| Roskilde                | 4          | 1          | 2          | 14         | 14         | 36         | 28         | 19         | 23         | 24         | 18         | 11         | 13         | 21         | 23         | 11         | 13         | 5          | 4          | -          | 284   |
| Frederiksborg           | 6          | 7          | 14         | 17         | 13         | 15         | 19         | 24         | 17         | 28         | 42         | 29         | 14         | 15         | 25         | 20         | 10         | 10         | 6          | 8          | 339   |
| Holbæk                  | 6          | 13         | 26         | 42         | 36         | 42         | 72         | 65         | 84         | 78         | 43         | 33         | 58         | 53         | 69         | 86         | 80         | 41         | 34         | 18         | 979   |
| Sorø                    | 10         | 13         | 29         | 27         | 19         | 24         | 31         | 44         | 16         | 22         | 28         | 22         | 12         | 12         | 30         | 27         | 15         | 18         | 4          | 20         | 423   |
| Præstø                  | 20         | 24         | 25         | 29         | 26         | 36         | 30         | 44         | 30         | 16         | 38         | 24         | 31         | 15         | 26         | 22         | 16         | 9          | 6          | 7          | 474   |
| Bornholm                | 5          | 6          | 4          | 7          | 8          | 14         | 3          | 16         | 13         | 9          | 7          | 10         | -          | 2          | 2          | 1          | 5          | 5          | 1          | 1          | 114   |
| Maribo                  | 3          | 5          | 6          | 15         | 8          | 15         | 7          | 13         | 16         | 21         | 19         | 11         | 9          | 12         | 11         | 1          | 4          | 5          | 3          | 1          | 189   |
| Svendborg               | 2          | 6          | 5          | 11         | 16         | 18         | 33         | 23         | 19         | 19         | 17         | 14         | 9          | 15         | 21         | 32         | 10         | 5          | 3          | 1          | 279   |
| Odense                  | 3          | 2          | -          | 8          | 16         | 22         | 20         | 19         | 25         | 19         | 16         | 8          | 6          | 9          | 18         | 27         | 14         | 10         | 4          | 6          | 252   |
| Assens                  | -          | 1          | 1          | 3          | 5          | 6          | 8          | 4          | 6          | 7          | 4          | 2          | 2          | 2          | 1          | 1          | 1          | 5          | 2          | 1          | 62    |
| Øerne                   | 59         | 79         | 112        | 173        | 163        | 231        | 255        | 275        | 252        | 246        | 236        | 173        | 156        | 159        | 231        | 236        | 170        | 109        | 67         | 64         | 3.446 |
| Vejle                   | 1          | 4          | -          | 7          | 9          | 15         | 17         | 18         | 13         | 16         | 21         | 16         | 23         | 12         | 15         | 22         | 16         | 15         | 12         | 4          | 256   |
| Skanderborg             | 1          | 6          | 12         | 23         | 22         | 23         | 36         | 21         | 22         | 28         | 22         | 25         | 29         | 2          | 10         | 24         | 13         | 7          | 3          | 4          | 333   |
| Århus                   | 4          | 2          | 8          | 19         | 14         | 31         | 50         | 39         | 52         | 54         | 66         | 49         | 71         | 28         | 15         | 20         | 13         | 9          | 6          | 2          | 552   |
| Randers                 | 35         | 52         | 107        | 131        | 96         | 137        | 94         | 96         | 108        | 55         | 123        | 65         | 79         | 30         | 84         | 39         | 55         | 27         | 29         | 10         | 1.452 |
| Ålborg                  | 21         | 24         | 26         | 36         | 47         | 41         | 32         | 39         | 24         | 32         | 29         | 27         | 22         | 41         | 47         | 46         | 49         | 31         | 39         | 18         | 671   |
| Hjørring                | 20         | 11         | 11         | 18         | 19         | 16         | 14         | 7          | 8          | 14         | 14         | 13         | 4          | 8          | 5          | 17         | 9          | 4          | 3          | 2          | 271   |
| Thisted                 | 8          | 13         | 15         | 15         | 18         | 25         | 33         | 18         | 30         | 33         | 24         | 18         | 12         | 9          | 13         | 27         | 11         | 20         | 18         | 3          | 363   |
| Viborg                  | 26         | 22         | 30         | 65         | 44         | 72         | 44         | 54         | 55         | 49         | 73         | 51         | 36         | 44         | 46         | 53         | 37         | 31         | 29         | 30         | 891   |
| Ringkøbing              | 23         | 29         | 39         | 52         | 43         | 62         | 51         | 58         | 87         | 68         | 58         | 44         | 18         | 17         | 21         | 36         | 18         | 9          | 11         | 8          | 752   |
| Ribe                    | 11         | 5          | 7          | 12         | 10         | 16         | 21         | 20         | 11         | 15         | 19         | 17         | 20         | 22         | 31         | 45         | 24         | 12         | 8          | 5          | 331   |
| Jylland                 | 150        | 168        | 255        | 378        | 322        | 438        | 392        | 370        | 410        | 364        | 449        | 325        | 314        | 213        | 287        | 329        | 245        | 165        | 158        | 86         | 5.818 |
| Danmark                 | 209        | 247        | 367        | 551        | 485        | 669        | 647        | 645        | 662        | 610        | 685        | 498        | 470        | 372        | 518        | 565        | 415        | 274        | 225        | 150        | 9.264 |

Kilder: Statistisk Årbog 1904, 1908, 1912, 1916 og 1920
Nærmere undersøgelser foretaget i 1905 viste, at "det gennemgaaende (var) den noget ældre, gifte Landarbejder, der fortrinsvis søgt at erhverve sig Jord, sjældnere yngre, ugifte Personer af den tjenende Klasse. Ligesom det langt overvejende Antal Besiddere af »Statshuse« er udgaaet Landarbejderklassen i snævrere Forstand, saaledes de efter Erhvervelsen af deres Ejendomme væsentlig bevaret Karakteren af Landarbejdere, idet Flertallet af dem i større eller mindre Omfang gaa paa Dagleje. gælder dog selvfølgelig i højere Grad om Besidderne af de smaa Huslodder end om dem, der have et større Brug. Det gennemsnitlige aarlige Antal Arbejdsdage andre udgjorde nemlig for Statshusmænd med 2—4 Tdr. Land 184, for Besiddere af Lodder paa 4—6 Tdr. Ld. 152, for 6—8 Tdr. Ld. 148 og for Besidderne af de største Husmandsbrug med over 8 Tdr. Ld. 130 Arbejdsdage."
Af de 1.859 husmandsbrug, der var blevet oprettet i de første fem år, lå 1/3 på Øerne, 2/3 i Jylland, især i Randers Amt, men der var store dele af landet omfattende det vestlige og sydlige Jylland, Fyn samt Lolland og Falster, hvor lovens bestemmelser kun var blevet udnyttet i beskedent omfang. Det samlede areal udgjorde da 10.700 tønder land med cirka 580 tønder hartkorn. Dette indebar, at det fortrinsvis var i områder med højere bonitet, at husmandsbrug var blevet oprettet.
Undersøgelsen viste tillige, at "Husdyrholdet paa Statshusene [var] mere intensivt end på de øvrige Landbrug som Gennemsnit." Således fandtes der for hver 100 tdr. hartkorn følgende antal husdyr:
|          | Statshuse 1905 | Gennemsnitlig for hele landet 1903 |
| -------- | -------------- | ---------------------------------- |
| Heste    | 134            | 127                                |
| Hornkvæg | 986            | 481                                |
| Svin     | 1120           | 381                                |
| Får      | 151            | 229                                |
| Høns     | 8020           | 3021                               |

De 9/10 af statshusmændene var medlemmer af et andelsmejeri, 1/3 af andelsslagteri, 1/5 af en æggekreds.

### 1920 - 1940
Statens virksomhed for oprettelsen af husmandsbrug fortsatte i mellemkrigstiden, idet landbrugsminister Thomas Madsen-Mygdal foreslog en forlængelse af loven, hvor låneværdien blev forhøjet til 22.000 kroner, og af statslånet på 9/10 heraf var de 3/10 direkte tilskud til opførelse af bygninger. Loven blev forlænget ved nye love af 29. marts 1924 og 4. april 1928. Ved lov nr. 81 af 29. marts 1924 blev der til afløsning af loven af 1917 vedtaget en ny lov om oprettelse af husmandsbrug (senere ændret på visse punkter ved lov af 1. juli 1927).
Efter den nye statshusmandslov måtte omkostningerne ved bygningernes opførelse ikke overstige et maksimumbeløb, der fastsattes hvert år af landbrugsministeren, og til indkøb af jord var maksimum for lånebeløbet fastsat til 7.500 kroner. Der ydedes i lån 9/10 af låneværdien, dog ikke udover købesummen for jorden med tillæg af byggeomkostningerne. Af den del af lånet, der ydedes til opførelse af bygninger, forrentedes kun et beløb af 8.000 kroner, i øvrigt forrentedes lånet med 4,5 %. Det henstod afdragsfrit i fem år, og der efter blev det afdraget efter nærmere fastsatte regler, således at den rentefrie del af byggelånet blev afdraget først, derefter den rentepligtige del af dette og til sidst lånet til jordkøbet. Afdragene svarede i begyndelsen til 1 % af det samlede byggelån.
Antal oprettede statshusmandsbrug efter 1899-lovene:
| År      | Antal | År      | Antal |
| ------- | ----- | ------- | ----- |
| 1920/21 | 137   | 1930/31 | 401   |
| 1921/22 | 460   | 1931/32 | 435   |
| 1922/23 | 964   | 1932/33 | 64    |
| 1923/24 | 626   | 1933/34 | 54    |
| 1924/25 | 547   | 1934/35 | 286   |
| 1925/26 | 561   | 1935/36 | 261   |
| 1926/27 | 570   | 1936/37 | 274   |
| 1927/28 | 626   | 1937/38 | 309   |
| 1928/29 | 520   | 1938/39 | 365   |
| 1929/30 | 379   | 1939/40 | 443   |

Kilder: Betænkning afgivet af Landbokommissionen af 1960. Første del (Betænkning nr. 306; 1962; Tabel 11 (s. 45))

### 1940 - 1960
Under 2. verdenskrig og i årene efter krigen faldt oprettelsen af nye statshusmandsbrug kraftigt, som selv om der skete en mindre stigning i 1950'erne, var det tydeligt, at ordningen var ved at have udspillet sin rolle. Der var da også allerede i slutningen af 1940'erne mange, der mente, at fremtiden ville kræve rationaliseringer, mekaniseringer og sammenlægninger, således professor i landbrugsøkonomi ved Landbohøjskolen K. Skovgaard.
| År      | Antal | År      | Antal |
| ------- | ----- | ------- | ----- |
| 1940/41 | 314   | 1950/51 | 123   |
| 1941/42 | 119   | 1951/52 | 140   |
| 1942/43 | 73    | 1952/53 | 135   |
| 1943/44 | 74    | 1953/54 | 133   |
| 1944/45 | 71    | 1954/55 | 259   |
| 1945/46 | 48    | 1955/56 | 251   |
| 1946/47 | 96    | 1956/57 | 168   |
| 1947/48 | 68    | 1957/58 | 172   |
| 1948/49 | 15    | 1958/59 | 170   |
| 1949/50 | 76    | 1959/60 | 133   |

Kilder: Betænkning afgivet af Landbokommissionen af 1960. Første del (Betænkning nr. 306; 1962; Tabel 11 (s. 45))
Det samlede antal statshusmandsbrug oprettede efter 1899-lovene udgjorde frem til og med 1960 20.183.

## Jordrentebrug

### Baggrund
Lensgodserne var etableret under den tidlige enevælde, og de kunne i egenskab af stamhuse ikke sælges eller deles ved arv. Denne ejerform var i modstrid med det liberale samfunds principper, og i grundloven af 1849 blev det i § 98 bestemt, at "Intet len, stamhus eller fideikommisgods kan for fremtiden oprettes; det skal ved lov nærmere ordnes, hvorledes de nu bestående kan overgå til fri ejendom."
Først i 1909 blev der nedsat en kommission, der skulle udarbejde forslag til lens, stamhuses og fideikommisgodsers overgang til fri ejendom. Kommissionen afgav en betænkning i 1913, men var ved afgivelsen delt i seks mindretal, som hver stillede egne forslag. Kommissionens arbejde førte derfor ikke til nogen løsning på spørgsmålet.
I 1911 var imidlertid nedsat en ny landbokommission, der blandt andet skulle fremkomme med forslag til nye former for brug af jord i offentlig eje. I 1916 afgav denne kommission sin første delbetænkning, som indeholdt forslag til bestemmelser om landbrugets kreditforhold og om oprettelse af såkaldte jordrentebrug; jordrenteprincippet var blevet udformet i et underudvalg ledet af daværende kontorchef, senere departementschef, K. Riis-Hansen. I 1917 fremsatte 11 af denne kommissions 15 medlemmer til Landbrugsministeriet et forslag til lens og stamhuses overgang til fri ejendom, og dette forslag blev overvejende fulgt ved udarbejdelsen af et lovforslag herom, dog med visse præciseringer. Lovforslaget skulle opfylde to formål: dels skulle det opfylde grundlovens løfteparagraf, dels skulle det skaffe jord og penge til at fremme en udstykning og oprettelse af statshusmandsbrug til supplement af lovgivningen herom fra 1899.

### 1920 - 1940
I 1919 blev der vedtaget en række nye jordlove, således Lov af 4. oktober 1919 om Vilkaar for Bortsalg af Jorder i offentlig Eje, jævnfør lovene af 28. juni 1920, af 6. maj 1921 og 3. marts 1926, af stor betydning for husmændene. Fremover skulle brugene skulle have en sådan størrelse, at familierne kunne leve af dem. Mens 1899-ordningen havde bygget på traditionelt selveje, indførte 1919-lovene et nyt begreb: jordrentebruget. Det indebar, at staten kunne oprette husmandsbrug på sin egen jord, hvortil de enkelte husmænd fik såkaldt brugseje og dermed rådighed over jorden mod at betale en årlig jordrente til staten, altså en art virkeliggørelse af georgismens principper om fuld grundskyld. Samtidig oprettedes det vigtige Statens Jordlovsudvalg, der skulle administrere ordningen. I forbindelse med lensafløsningen, omdannelse af tidligere præstegårdsjord samt overtagelse af en række såkaldte domæner (tidligere preussiske statsejendomme) i Sønderjylland ved Genforeningen fik jordlovsudvalget rådighed over ret betydelige jordarealer, der blev udstykket til statshusmandsbrug, ligesom udvalget opkøbte yderligere jord for statens midler til udstykning.
Ved lensafløsningen blev afstået 18.000 ha, ved præstegårdsudstykninger 12.000 ha, svarende til cirka 1 % af den samlede landbrugsjord. De afståede arealer omfattede overvejende god jord i områder, hvor det tidligere havde været meget vanskeligt at erhverve jord til udstykning.
Ved love af 1922 blev lovgivningen af 1919 om vilkår for bortsalg af jorder i offentlig eje udvidet til Sønderjylland og samtidig bemyndigelse givet til at afhænde de staten tilhørende domænegårde efter disse regler. Ligeledes blev fra 1922 lovgivningen om afhændelse af de til præsteembeder henlagte jorder udvidet til de sønderjyske landsdele, dog med visse ændringer. I Sønderjylland overtog staten fra den preussiske stat omkring 3.000 ha domænejord fordelt på 38 domænegårde. Foruden domænegårdene opkøbte staten flere store gårde i landsdelen til udstykning. Ved siden af denne virksomhed fandtes også private udstykningsforeninger.
Ved tillægslove til jordlovene af 1919 blev der vedtaget et tillæg for at bringe de to love i nærmere overensstemmelse med hensyn til den årlige ydelse til rente og afdrag med mere. For brug, der oprettes efter jordloven af 1919, gjaldt herefter ligeledes, at kun 8.000 kroner af byggelånet skulle forrentes, og reglerne for forrentning og afdrag var de samme.
Ved en tillægslov af 4. april 1928 blev der givet bemyndigelse til at anvende en del af de midler, der var stillet til rådighed for oprettelse af statshusmandsbrug, til oprettelse af mindre gårdbrug i tyndt befolkede egne af landet. Købesummen for jorden måtte her ikke overstige 15.000 kroner og byggeomkostningerne ikke 12.000 kroner. Nyt var ved denne lov også, at statslånet blev givet som et supplement til en på almindelig vis privat optaget førsteprioritet.
Endelig blev der ved lov nr. 137 af 1. juni 1929 givet bemyndigelse til at anvende indtil 10 millioner kroner af jordfondens midler til opkøb af jord og grundforbedring af denne jord i tyndt befolkede egne inden for de sønderjyske landsdele.
Som et betydningsfuldt led i bestræbelserne for at fremskaffe og bevare det størst mulige antal selvstændige jordbrug må nævnes lov nr. 106 af 3. april 1925 om landbrugsejendomme, hvorefter enhver landbrugsejendom med et tilliggende af mindst 1 ha og en grundværdi af mindst 1.000 kroner skulle opretholdes som selvstændigt brug og være forsynet med bygninger og beboere, der drev jorden, således, at ingen del af arealet indgik i en anden ejendoms sædskifte eller markinddeling. Kun under nærmere betingelser fastsatte i lov af samme dato om jords udstykning og sammenlægning kunne denne forpligtelse hæves.
Ved en Lov af 25. marts 1933 om Oprettelse af mindre Landbrug blev 1899- og 1919-principperne stillet lige, og de økonomiske rammer for udstykning blev udvidede. Samme dag underskrev kongen en lov, der gav statshusmænd mulighed for at vælge mellem en fast og en bevægelig rente. I sidstnævnte tilfælde skulle denne beregnes på grundlag af priserne på smør, flæsk og kapiteltakst for byg 1926-30, der hver vægtedes med en tredjedel. Disse ændringer bevirkede, at der i 1930'erne skete en ny stigning i udstykningsvirksomheden. Den 27. februar 1934 fremlagde landbrugsminister Kristen Bording lovforslag om oprettelse og udvidelse af mindre landbrug, og dette fik Folketingets tilslutning. Ved lov af 14. maj 1934 blev hele jordlovgivningen samlet, og ved samme lejlighed blev Statens Jordlovsudvalg lovfæstet. Beløbsrammen blev atter udvidet, således på byggelån fra tidligere 8.000 kroner til 15.000 kroner.
Antal oprettede statshusmandsbrug efter 1919-lovene:
| År      | Antal | heraf Præstegårds- jord | Domæne- jord | År      | Antal | Præstegårds- jord | Domæne- jord |
| ------- | ----- | ----------------------- | ------------ | ------- | ----- | ----------------- | ------------ |
| 1920/21 | 198   | 162                     | 36           | 1930/31 | 252   | 42                | 210          |
| 1921/22 | 333   | 172                     | 161          | 1931/32 | 244   | 33                | 211          |
| 1922/23 | 659   | 157                     | 502          | 1932/33 | 91    | 19                | 72           |
| 1923/24 | 650   | 145                     | 505          | 1933/34 | 87    | 35                | 52           |
| 1924/25 | 413   | 114                     | 299          | 1934/35 | 209   | 12                | 197          |
| 1925/26 | 606   | 131                     | 475          | 1935/36 | 159   | 6                 | 153          |
| 1926/27 | 530   | 164                     | 366          | 1936/37 | 237   | 7                 | 230          |
| 1927/28 | 438   | 98                      | 340          | 1937/38 | 255   | 4                 | 251          |
| 1928/29 | 270   | 79                      | 191          | 1938/39 | 262   | 7                 | 255          |
| 1929/30 | 132   | 34                      | 98           | 1939/40 | 289   | 1                 | 288          |

Kilder: Danmarks Statistik: Statistisk Aarbog, diverse årgange

### 1940 - 1960
Den 9. juni 1948 vedtoges en ny statshusmandslov. Denne gav Statens Jordlovsudvalg forkøbsret til landejendomme af en vis størrelse, dog ikke ved familiesalg.
| År      | Antal | År      | Antal |
| ------- | ----- | ------- | ----- |
| 1940/41 | 227   | 1950/51 | 122   |
| 1941/42 | 71    | 1951/52 | 119   |
| 1942/43 | 44    | 1952/53 | 58    |
| 1943/44 | 67    | 1953/54 | 81    |
| 1944/45 | 100   | 1954/55 | 81    |
| 1945/46 | 36    | 1955/56 | 55    |
| 1946/47 | 73    | 1956/57 | 26    |
| 1947/48 | 97    | 1957/58 | 18    |
| 1948/49 | 113   | 1958/59 | 20    |
| 1949/50 | 175   | 1959/60 | 16    |

Kilder: Betænkning afgivet af Landbokommissionen af 1960. Første del (Betænkning nr. 306; 1962; Tabel 11 (s. 45))
Det samlede antal brug oprettede efter jordlovene fra 1919 udgjorde 7.930 frem til og med 1960.

## Arkitekttegnede husmandssteder
Bygningen af de mange nye husmandsbrug afstedkom en planlægning af disse. I december 1907 forestod et udvalg under Landbrugsministeriet en konkurrence om forslag til husmandsbrug. Af konkurrencens program fremgik, at man ønskede eksempler på tre forskellige bygningsmåder, nemlig med beboelse og avlsbygninger samlet i én længe, med beboelse og avlsbygninger placerede i en vinkelbygning samt med beboelse og avlsbygninger fordelt på to selvstændige længer, der imidlertid skulle forbindes med en kort gang dækket med åbent halvtag.
Til boligen blev opstillet følgende krav: En forstue, tre værelser på tilsammen cirka 120 kvadratalen (cirka 47 m2), køkken med rummeligt og lyst spisekammer, bryggers (vaskerum) og endelig et mindre kælderrum.
Avlsbygningerne skulle omfatte: Stald til tre til fire køer, plads til en hest, to til tre svinestier, foderlo og lade, roerum, brændselsrum, hønsehus og lokum.
123 deltog i konkurrencen og udarbejdede i alt 193 forslag. Blandt deltagerne var både landbrugere, håndværkere og arkitekter, hvilket viser bredden i interessen for sagen.
De præmierede forslag blev udgivet i bogform i 1909 som Tegninger til Husmandsboliger. Forslagene udviste en vis variation i udformningen. Vægten var lagt på godt håndværk, gode materialer samt dansk byggetradition i modsætning til den tyske byggeskik, der havde præget slutningen af 1800-tallet.
Allerede i foråret 1914 udgav Sjællands og Fyns udstykningsforening en bog med tegninger til husmandssteder lavet af arkitekterne Ivar Bentsen og T.H. Hjejle & Rosenkjær. Stilen var mere saglig og satte sit præg på byggeriet i de følgende årtier.
I 1915 stiftedes med tilslutning fra 400 håndværkere, arkitekter og udstykningsmænd Landsforeningen Bedre Byggeskik. Foreningens formål var blandt andet at skabe en ny byggeskik. De nye bygninger skulle være enkle, hjemlige og smukke. De skulle være funktionelle efter deres formål og tilpassede deres omgivelser. I 1920 udgav foreningen bogen Danske Landbrugsbygninger - praktiske Forslag og Detailtegninger til Bygninger for Landbrug indtil 30 Tdr. Land. Bogen var en oversigt over projekter, som var fremkommet i de foregående år samt opmåling af gode eksisterende landbrug. Bogen afspejlede tidens nyklassicistiske stil med en række nye facadeforslag.
Senere fik Statens Jordlovsudvalg ansat egne arkitekter, der udarbejdede typetegninger. Husmandsbrugene blev opført i cementsten med hvide, pudsede mure og lyserøde cementtagsten.
Resultatet af de mange anstrengelser var, at der blev opført husmandssteder med en vis variation over samme tema.